# Anton Barth
Anton Barth (* 27. Februar 1787 in Eichstätt; † 23. April 1848 in Kaufbeuren) war von 1822 bis 1834 Bürgermeister der Stadt Augsburg.

## Leben
Barth war zunächst Sekretär der Stiftungs- und Kommunaladministration des Zweiten Oberdonaukreises in Eichstätt. Ab 1817 war er als Assessor bei der Kreisregierung in Augsburg tätig, bis er 1821 bei der Wahl zum Bürgermeister erfolgreich hervorging. Im Januar 1822 wurde Barth in sein Amt eingeführt und im Januar 1834, nach kommunalpolitischen und privaten Zerwürfnissen, pensioniert. Seine Söhne Marquard und Karl waren später Politiker des schwäbischen Liberalismus.

## Werke
- Neueste Chronik der königlich bayerischen Kreishauptstadt Augsburg vom Jahre 1818 bis zum Jahre 1833. Augsburg: Schlosser 1833, 64 S.
- Kurzgefaßte Geschichte der Stadt Augsburg zum Gebrauche in den Volks-Schulen. Augsburg: Kranzfelder (mehrbändiges Werk)
- Bekanntmachung [betr. Verkehrsregelung am 16.3.1824]. Augsburg 1824, 1 Blatt, 4̊